# 餡餅雑煮
- あん餅雑煮
- あんもち雑煮

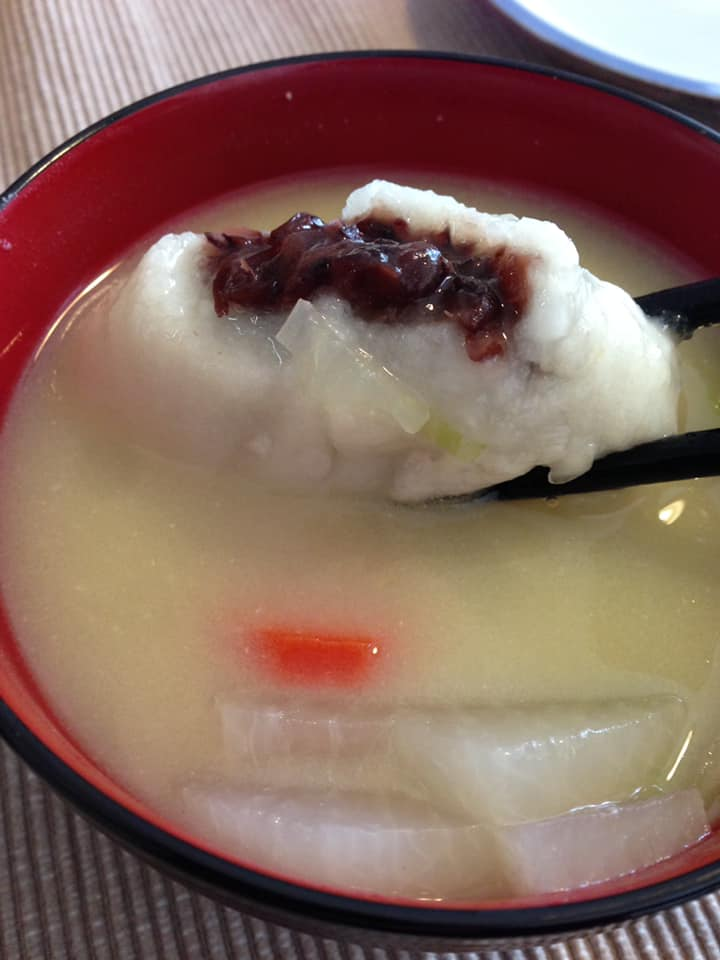
香川県、主に東部など平野部の伝統的な正月料理である餡餅雑煮。餡餅雑煮につかう餡餅で砂糖で煮た餡を使用している。

餡餅雑煮（あんもちぞうに）は雑煮の一種で、香川県（特に東部の平野部）、熊本県の海岸部にみられる郷土料理である。餡餅（あんこ入りの餅）を用いるのが特徴。
あん餅雑煮、あんもち雑煮とも表記する。

## 香川県
香川県では食べる県民と食べない県民の比率は半々であり、好みが分かれる。名前の通り、白味噌仕立の雑煮に餡餅をのせ、表面に香りづけにアオサの粉末をふる。

### 概要
香川県東部平野部を中心に正月三が日に食べられるハレの食べ物で、砂糖あん入りの丸もちと、にんじんや大根など「今年一年、何ごともまるく納まりますように」という願をかけることから輪切りにした具が入る。汁は甘い白味噌仕立ての雑煮。出汁はイリコと呼ばれる煮干しを素材とするが、沿岸部ではフグやハゼの干したのを使うこともある。

### 背景
餡餅雑煮を食べるようになったのは、江戸時代末期から明治初期にかけてとされる。江戸時代中期以降、讃岐国東部を領有した高松藩においては温暖少雨気候を生かして製塩、サトウキビの栽培、綿花の栽培が奨励され、生産された食塩、砂糖、木綿は「讃岐三白」と称される名産品だった。だが精糖地帯であっても庶民にとって砂糖は高級品であり、せめて正月三が日の間は砂糖の味わいを楽しみたい、との考えから「ごみ砂糖」（白下糖）を餅の中に仕込んだものが、餡餅雑煮の始まりとされる。
炊き上がった雑煮を椀によそったあと、あぶって粉にしたアオサ（青のり）と花かつおをのせる。 阿波国に近い山村では餡餅雑煮ではなく、赤味噌の汁かすまし汁に丸もちを入れた雑煮が食べられていた 。

### 作り方
1. 大根、にんじん、里芋を輪切りにしてゆでる。
2. イリコでとった出汁に輪切りにした素材を加えて加熱し、熱くなったら、餡餅を入れる。
3. もちがやわらかくなれば、白味噌を出汁で溶かしながら入れる。
4. 椀によそい、ゆでておいた春菊と上からあぶって粉にした青のりを入れる[6]。

#### 具材
具は豆腐、油揚げ、ねぎ、かまぼこなどを入れる場合もある。里芋は小芋を使い皮を取り丸のまま使うところもある。 もちの餡が出て形が崩れないように、鍋は底の広いものを使う。

## 熊本県
熊本県の荒尾市、玉名市、玉名郡の海岸近くの地域でもあん餅入りの雑煮が食されている。あん入り雑煮（あんいりぞうに）とも呼ばれる。
上述の香川県のものと違い、すまし汁仕立ての雑煮で、煮しめのような具沢山の雑煮である。具には縁起物として切り昆布と切りスルメは必ず使用され、ダイコン、ニンジン、「先を見通す」という縁起物として竹輪などを甘めの味付けにする。なお、同じ荒尾、玉名地区でも山側ではあん餅は用いられない。
牛深市（現・天草市）では、砂糖を使わずに塩だけを用いて作った「塩餡」を用いたあん餅を雑煮に使うことがある。具材には地元で「しじゅご」と呼ばれるクロサギの身をほぐしたものが使用される。
通常の白いあん餅の他に、緑色をしたよもぎ餅にあんを入れたあん餅も用いられる。